# Joelma Sousa
Joelma das Neves Sousa (* 13. Juli 1984 in Timon) ist eine brasilianische Sprinterin, die sich auf den 400-Meter-Lauf spezialisiert hat. 2013 wurde sie Südamerikameisterin im 400-Meter-Lauf sowie 2011, 2013 und 2015 in der 4-mal-400-Meter-Staffel. Zudem siegte sie mit der Staffel bei den Südamerikaspielen 2014 und sicherte sich 2011 die Silbermedaille bei den Panamerikanischen Spielen.

## Sportliche Laufbahn
Erste internationale Erfahrungen sammelte Joelma Sousa im Jahr 2011, als sie bei den Südamerikameisterschaften in Buenos Aires in 53,42 s den vierten Platz im 400-Meter-Lauf belegte und mit der brasilianischen 4-mal-400-Meter-Staffel in 3:31,66 min gemeinsam mit Geisa Aparecida Coutinho, Aline dos Santos und Jaílma de Lima die Goldmedaille gewann. Anschließend schied sie mit der Staffel bei den Weltmeisterschaften in Daegu mit 3:32,43 min im Vorlauf aus, ehe sie bei den Panamerikanischen Spielen in Guadalajara in 52,34 s den sechsten Platz über 400 Meter belegte und mit der Staffel in 3:29,59 min gemeinsam mit Coutinho, Bárbara de Oliveira und Jaílma de Lima die Silbermedaille hinter dem kubanischen Team. Im Jahr darauf gewann sie bei den Ibero-Amerikanischen Meisterschaften in Barquisimeto in 52,72 s die Bronzemedaille im Einzelbewerb hinter der Kubanerin Daisurami Bonne und ihrer Landsfrau Coutinho. Zudem siegte sie mit der Staffel in 3:28,56 min. Anschließend schied sie bei den Olympischen Sommerspielen in London mit 52,69 s in der ersten Runde über 400 Meter aus und verpasste mit der Staffel mit 3:32,95 min den Finaleinzug. 2013 siegte sie in 52,25 s bei den Südamerikameisterschaften in Cartagena über 400 Meter sowie in 3:35,37 min gemeinsam mit Evelyn dos Santos, Liliane Parrela und Jaílma de Lima auch im Staffelbewerb. Anschließend kam sie bei den Weltmeisterschaften in Moskau mit 53,01 s nicht über den Vorlauf über 400 Meter hinaus. Im Jahr darauf gewann sie bei den Südamerikaspielen in Santiago de Chile in 52,75 s die Bronzemedaille im Einzelbewerb hinter ihrer Landsfrau Geisa Coutinho und Nercely Soto aus Venezuela und siegte mit der Staffel in 3:35,07 min gemeinsam mit Wanessa Zavolski, Liliane Parrela und Coutinho. Im August gewann sie dann bei den Ibero-Amerikanischen Meisterschaften in São Paulo in 53,04 s erneut die Bronzemedaille, diesmal hinter Coutinho und der Kolumbianerin Jennifer Padilla und mit der Staffel siegte sie in 3:29,66 min. Zuvor belegte sie bei den IAAF World Relays in Nassau in 3:31,59 min den achten Platz in der 4-mal-400-Meter-Staffel.
Bei den IAAF World Relays 2015 auf den Bahamas wurde sie in 3:31,30 min erneut Achte in der 4-mal-400-Meter-Staffel und im Juni siegte sie mit der Staffel in 3:34,51 min gemeinsam mit Vanusa dos Santos, Liliane Parrela und Jaílma de Lima bei den Südamerikameisterschaften in Lima. Anschließend kam sie bei den Panamerikanischen Spielen in Toronto im Vorlauf über 400 Meter nicht ins Ziel. Im Jahr darauf siegte sie mit der Staffel in 3:32,30 min bei den Ibero-Amerikanischen Meisterschaften in Rio de Janeiro, ehe sie bei den Olympischen Sommerspielen ebendort mit 3:30,27 min den Finaleinzug verpasste. 
2013 wurde Sousa brasilianische Meisterin im 400-Meter-Lauf sowie von 2012 bis 2014 und 2018 und 2020 in der 4-mal-400-Meter-Staffel.

## Persönliche Bestzeiten
- 200 Meter: 23,64 s (+0,7 m/s), 6. August 2011 in São Paulo
- 400 Meter: 51,54 s, 29. Juni 2012 in São Paulo